# San Cipriano del Condado
San Cipriano del Condado es una localidad del municipio de Vegas del Condado, en la provincia de León, comunidad autónoma de Castilla y León (España).

## Toponimia
Cipriano, del griego latinizado Ciprianus, gentilicio de la isla de Chipre (Kypros); o relativo a Ciprina o Cipris, sobrenombre de Venus, en referencia a San Cipriano de Cartago.
Condado, del latín Cominatus, cortejo, acompañamiento, dignidad honorífica de conde o territorio o lugar a que se refiere el título nobiliario de conde y sobre el cual ejercía este antiguamente señorío (en referencia a los Nuñez de Guzmán); o del céltico Condate, confluencia (en referencia a los ríos Porma y Curueño).
Sancto Cypriano (1120).

## Situación
Confina al E con San Vicente del Condado, al S con Villafruela del Condado, al SO con Moral del Condado y al N con Villanueva del Condado.

## Historia
Los orígenes de este núcleo de población se estiman hacia el siglo IX, época en la que se sitúa la existencia de un monasterio que albergaba alguna congregación, y que estaba ubicado a orillas del río Porma, en el emplazamiento del actual San Cipriano.

## Demografía
| 2000 | 2001 | 2002 | 2003 | 2004 | 2005 | 2006 | 2007 | 2008 | 2009 | 2010 | 2011 |
| 149  | 146  | 144  | 143  | 148  | 147  | 141  | 136  | 130  | 130  | 124  | 116  |

- Datos: Q6118555
- Multimedia: San Cipriano del Condado / Q6118555